# Bryce Stancombe
Bryce Stancombe (Bloomington, ...) è un giocatore di football americano statunitense, che gioca come quarterback per gli Helsinki Roosters.
Dopo aver giocato per la squadra universitaria degli Helsinki Roosters si è trasferito nel campionato finlandese.

## Palmarès
- 1 GLVC (2017)